# 博尔库姆
博尔库姆（德語：Borkum，發音：[ˈbɔʁkʊm] ⓘ）是德国下萨克森州莱尔县的城市，下辖同名海岛，面积30.98平方千米，2023年12月31日人口为5,012人。